# 7368 Haldancohn
7368 Haldancohn eller 1966 BB är en asteroid i huvudbältet, som upptäcktes 20 januari 1966 av Indiana Asteroid Program vid Indiana University Bloomington med Goethe Link Observatory. Asteroiden har fått sitt namn efter Haldan Cohn.
Asteroiden har en diameter på ungefär 4 kilometer.